# کتشیونگو، آنگولا
کتشیونگو (به انگلیسی: Catchiungo (Katchiungo, Katchungo, Cantchiungo)) شهری در استان هوامبو واقع در کشور آنگولا است که در سال ۲۰۰۹ میلادی ۱۵٬۵۶۶ نفر جمعیت داشته است.